# Domingo Arquimbau
Domingo Arquimbau Monters (Barcelona, c. 1757-Sevilla, 26 de enero de 1829) fue un compositor español que entre 1790 y 1829 desempeñó el cargo de maestro de capilla en la Catedral de Sevilla.

## Biografía
Nació en Barcelona en 1757, hijo de Miguel Arquimbau e Isabel Monters, según lo que se puede deducir de su testamento, realizado en Sevilla en 1828, y de la solicitud que realiza al Arzobispado de Barcelona el 12 de diciembre de 1782 para recibir la primera tonsura: «[...] licenciado, natural de Barcelona y de edad de 25 años y Maestro de Canto en la Iglesia parroquial de Torroella de Montgrí». Es muy probable que realizara su primer formación musical en la escolanía del Real Monasterio de Montserrat, aunque también es posible que formase parte del coro de infantes de la capilla de música de la Catedral de Barcelona. De cualquier forma, se sabe que su primer trabajo fue como maestro sustituto en la Catedral de Barcelona, donde fue discípulo de Francesc Queralt y José Durán. Allí recibió la influencia de la música italiana a través de Durán, que la había recibida a través de su maestro, Francesco Durante.: 106–107 
En 1780 opositó al magisterio del Palacio Real Menor de Barcelona, para el que compuso el salmo Nunc Dimitis a ocho voces, la primera composición de Arquimbau, que se conserva en el archivo de la Catedral de Gerona. Como ya se ha mencionado más arriba, en 1782 era maestro de canto en la iglesia parroquial de San Ginés de Torroella de Montgrí, cargo al que renunció en 1785. Es probable que simultanease este cargo con el de maestro sustituto de la Catedral de Barcelona.: 107–108 
Antes de su partida a Gerona, hay noticias de que estaba de maestro de capilla de la Catedral de Tortosa. También de que pudo haber elegido entre tres magisterios, y que finalmente se decidió por Gerona.: 107–108 

Se muda lo Mestre per asenso del Rmt. Jayme Balius al Magisterio de Cordova y entra per Mestre en esta lo RMT. Domingo Arquimbau. Acólito. Mestre quera dela Cathedral de Tortosa y de la villa de Torroella del Montgrí y tinque lohonor de tenir tres Mastrías plagadas 3 mesos y se queda en la Catedral de Gerona.
Libro de Entrada de la Capilla de Música, Catedral de Gerona

### Estancia en Gerona
El magisterio de la Catedral de Gerona había quedado vacante tras la partida de Jaime Balius a la Catedral de Córdoba. Arquimbau fue nombrado maestro de capilla por designación directa, sin oposiciones, el 4 de julio de 1785. En Gerona sería nombrado subdiácono el 1 de abril de 1786, diácono el 3 de marzo de 1787 y presbítero el 22 de diciembre de 1787.: 108 
Entre 1785 y 1790 permaneció como maestro de capilla de la Catedral de Gerona.

### Estancia en Sevilla
El 14 de noviembre de 1790 fue nombrado sustituto del maestro de capilla de la Catedral de Sevilla, Antonio Ripa, con la condición de que se le nombraría maestro a la muerte de Ripa. Tras el fallecimiento de Ripa, Arquimbau fue nombrado maestro de capilla el 1 de noviembre de 1795. Permaneció en Sevilla durante 39 años hasta su fallecimiento en 1829. El 23 de noviembre de 1815 recibió a título honorífico el nombramiento de Maestro Compositor Honorario de la Academia Filarmónica de Bolonia, esta distinción se debió a que uno de los tiples de la capilla de Sevilla, Juan Longarini, llevó a Italia en uno de sus viajes varias obras de Arquimbau que fueron muy bien recibidas, entre ellas la Primera Lamentación del Miércoles Santo, Incipit Lamentatio.

## Obra
En Gerona se conservan 37 composiciones de Arquimbau, entre las que se cuentan «tres Misas, cinco Motetes, un Ofertorio, dos Te Deum, dos Salmos, cuatro Responsorios, un Aria, una Cobla, diez Gozos que eran ejecutados en las fiestas de Nuestra Señora de la Merced, tres Oratorios, tres Rosarios y dos Villancicos». Entre ellas, se encuentran obras escritas en catalán, español y latín.: 108 